# Ministério da Presidência e da Modernização Administrativa
O Ministério da Presidência e da Modernização Administrativa foi a designação do departamento do governo português responsável pela preparação, convocação e coordenação do Conselho de Ministros e da Reunião de Secretárias/os de Estado, bem como formular, conduzir, executar e avaliar uma política global e coordenada na área da modernização administrativa, em matéria de simplificação, inovação e participação dos cidadãos e outros interessados.

## Ministros
| Período     | Ministro                    | Governo                    |
| ----------- | --------------------------- | -------------------------- |
| 2015 – 2019 | Maria Manuel Leitão Marques | XXI Governo Constitucional |
| 2019        | Mariana Vieira da Silva     | XXI Governo Constitucional |